# Хоботні п'явки
Хоботні п'явки (Rhynchobdellida) — ряд кільчастих червів класу П'явки (Hirudinida). Довжина тіла більшості видів не перевищує 2-3 см. Передня частина травної трубки перетворилася на хобот (орган для нанесення ран іншим тваринам і висмоктування їхньої крові, соків і розріджених частин тіла). Поширені хоботні п'явки широко. У пласких п'явок сильно сплющене, майже листоподібне тіло, звужується до кінців (особливо до переднього). Смокчуть кров безхребетних і хребетних тварин. Яйця, укладені в тонкостінних безформних коконах, або зародків виношують на череві. Деякі види — паразити водоплавних птахів. Риб'ячі п'явки мають, як правило, циліндричне, рідше плоске тіло; передня присоска різко відокремлена від іншої частини тіла. П'ють кров риб та безхребетних, в основному ракоподібних. Мешкають в морях, прісних і солонуватих водоймах.